# Eliezer Grynfeld

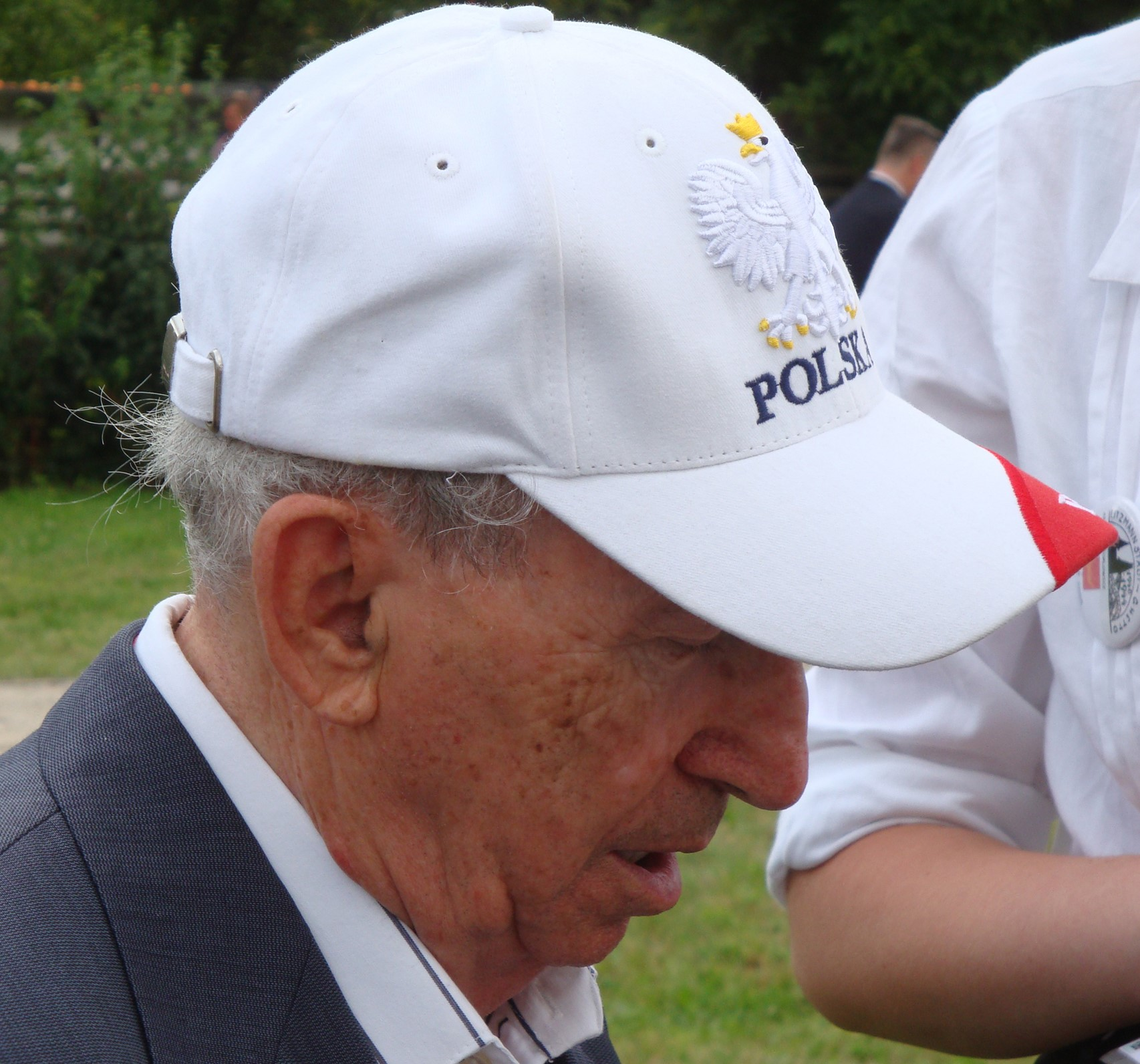
Eliezer Grynfeld „Lolek” współautor autobiograficznej książki „Gwizd życia”

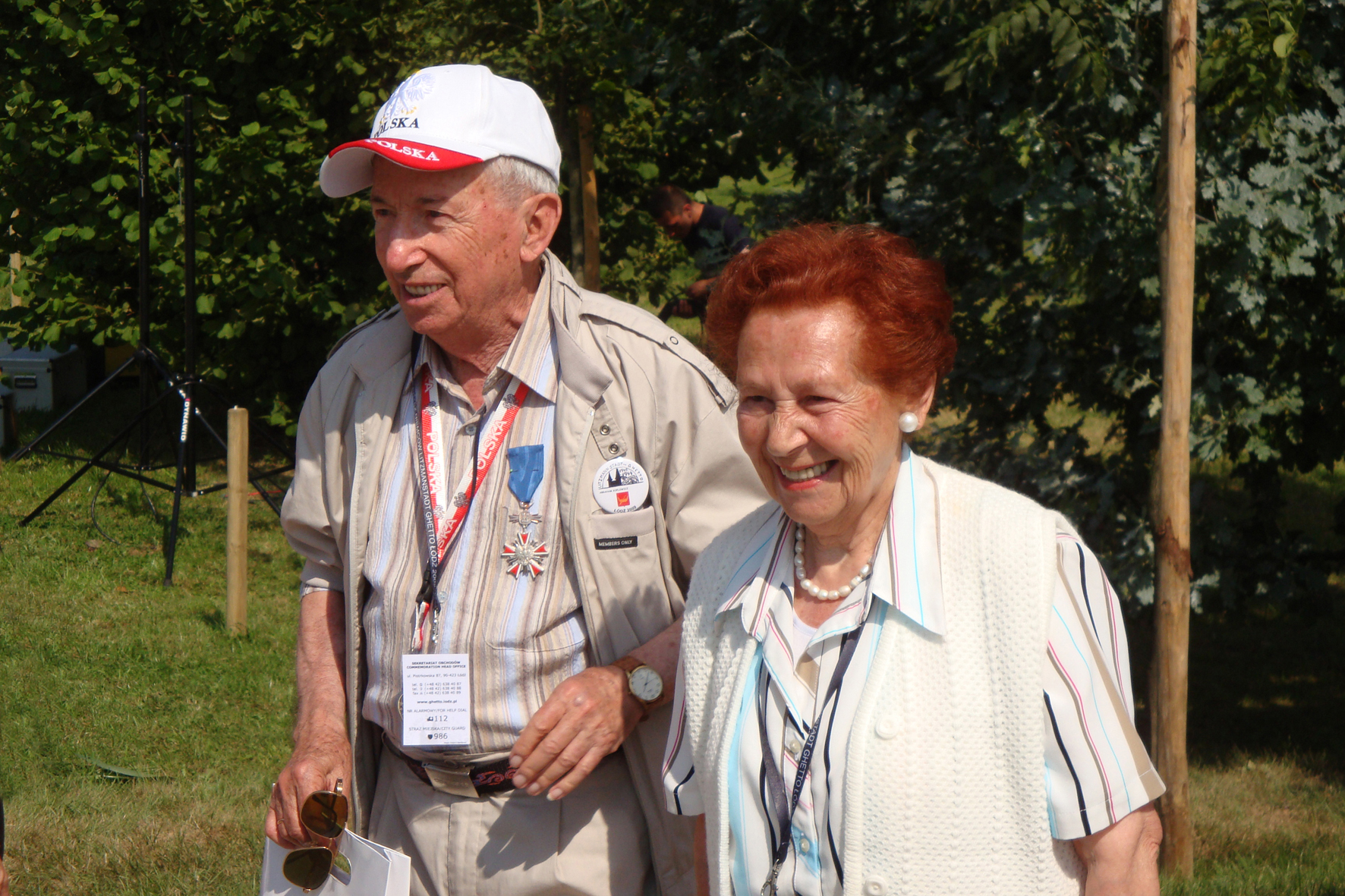
Eliezer Grynfeld z żoną Rachel Grynfeld w Łodzi w Parku Ocalałych 25 sierpnia 2009

Eliezer Grynfeld (ps. Lolek, ur. 18 października 1923 w Łodzi, zm. 16 kwietnia 2020 w Holonie) – polski kaletnik i handlowiec pochodzenia żydowskiego, przeżył Holocaust. Od 1957 mieszkał w Izraelu, działając na rzecz upamiętnienia dziejów Żydów łódzkich. Był współautorem autobiograficznej książki Gwizd życia.

## Życiorys

### Dzieciństwo i młodość
Był jedynakiem, po rozwodzie rodziców pozostał z matką. Mieszkał w Łodzi przy ul. Nowomiejskiej 4. Uczył się w polskiej państwowej szkole powszechnej, w domu uzupełniał wykształcenie judaistyczne pod kierunkiem mełameda. Po ukończeniu szkoły powszechnej uczęszczał do polskiego gimnazjum popołudniowego, zaś przed południem pracował w sklepie – najpierw obuwniczym, a potem papierniczym. Następnie 2 lata pracował w fabryce, której wyroby sprzedawano w tym sklepie.

### W Litzmannstadt Getto
W kwietniu 1940 roku, wraz z innymi rodzinami żydowskimi, został zamknięty w getcie, stworzonym przez hitlerowców na terenie dzielnicy Bałuty.
Pracował początkowo jako listonosz poczty gettowej, potem 2 lata jako urzędnik w szpitalu i ostatnie 2 lata w administracji getta jako urzędnik u Jakubowicza, pomocnika Chaima Mordechaja Rumkowskiego, Przełożonego Starszeństwa Żydów w Litzmannstadt Getto. Przez cały czas pobytu w getcie prowadził notatki, swoisty pamiętnik, który zaginął po przywiezieniu do obozu.
Getto zlikwidowano 29 sierpnia 1944, gdy wyjechał ostatni transport Żydów do Auschwitz. Do porządkowania terenów getta, a głównie odzyskiwania cennego mienia ukrytego przez mieszkańców przed deportacją, pozostawiono w Łodzi grupę żydowskich więźniów. Elizer Grynfeld należał do tej grupy. Wywieziony został dopiero 21 października 1944 do obozu koncentracyjnego Sachsenhausen-Oranienburg. Otrzymał numer obozowy 107846.
W marcu 1945 wypędzono więźniów z obozu i szli w tzw. marszu śmierci, z którego udało mu się uciec.

### Po wojnie w Łodzi
Na jednym ze spotkań organizacji syjonistycznej poznał swoją przyszłą żonę, Rachel Grynglas. Pobrali się 26 marca 1946 roku i wkrótce wyjechali do Niemiec z zamiarem dotarcia do Izraela przez obóz UNRRA w Leipheim. Jednak Elizer Grynfeld zachorował i matka przywiozła go w październiku 1946 do Łodzi (żona wróciła rok później). Wstrzymano zezwolenia na wyjazd do Izraela, więc w Łodzi mieszkali i pracowali jeszcze prawie 10 lat.
W szkole ORT uczył się garbarstwa i kaletnictwa, uzyskując uprawnienia mistrzowskie. Razem ze znajomym – wspólnikiem założyli warsztat kaletniczy, który przynosił spore dochody. Mieszkał z żoną w maleńkim posklepowym pomieszczeniu przez kilka lat, dopiero krótko przed wyjazdem przenieśli się do większego, normalnego mieszkania.
Po odwilży październikowej Elizer Grynfeld otrzymał zgodę na wyjazd do Izraela. Sprzedał swoje udziały wspólnikowi, wyjechał z żoną i dwójką dzieci.
Jego matka wyszła ponownie za mąż za Mendla Koplowicza, który też przeżył getto, ale w Auschwitz zginął jego syn – Abramek Koplowicz, autor pisanych w getcie wierszy (wiersze zostały po wojnie odnalezione i dzięki Eliezerowi wydane drukiem, Eliezer mówił o sobie, że jest przyrodnim bratem Abramka Koplowicza).

### W Izraelu
Do Izraela dotarli z żoną 21 października 1956. Asymilacja była trudna, szczególnie, że wkrótce po przyjeździe uległ wypadkowi samochodowemu. W 1957 otrzymał pracę w przemyśle zbrojeniowym, gdzie przepracował do emerytury.

## Działalność społeczna
Po przejściu na emeryturę poświęcił się działalności społecznej m.in. w Instytucie Jad Waszem, upamiętniał dzieje polskich i łódzkich Żydów – dzieje Holocaustu. Doprowadził także do wydania wierszy Abramka Koplowicza po polsku, a potem w języku hebrajskim i innych językach.
Już na emeryturze zbudował dom w miejscowości Holon, w której się osiedlił, zostając jej honorowym obywatelem. Był członkiem zarządu Stowarzyszenia Łódzkich Żydów w Izraelu i Towarzystwa Przyjaźni Izraelsko-Polskiej.
Kilkakrotnie odwiedzili razem z żoną Łódź, uczestniczyli w obchodach 60. i 65. rocznicy likwidacji Litzmannstadt Getto.

## Odznaczenia i upamiętnienia
- Krzyż Kawalerski Orderu Zasługi Rzeczypospolitej Polskiej[3] (odznaczony w 2008 przez Prezydenta RP Lecha Kaczyńskiego).
- Ma swoje drzewko w Parku Ocalałych w Łodzi.

## Publikacje
- Razem z żoną napisał książkę biograficzną: Rachel i Eliezer Grynfeldowie Gwizd życia. Książka najpierw ukazała się w języku hebrajskim, a potem, przetłumaczona na język polski miała dwa wydania, wydanie II uzupełnione, Łódź 2009, ISBN 978-83-88552-66-3.
- Polonija „Tygiel Kultury” Łódź, 2009, nr 7-9, s. 170-171